# Brendan Shanahan
Pour les articles homonymes, voir Shanahan.
Temple de la renommée : 2013
Brendan Frederick Shanahan (né le 23 janvier 1969 à Mimico, Ontario, Canada) est un joueur canadien de hockey sur glace professionnel. Shanahan a inscrit 615 buts dans la Ligue nationale de hockey, il a gagné trois coupes Stanley avec les Red Wings de Détroit. Fils de parents irlandais, Rosaleen et Donal, il jouait à la crosse en grandissant dans sa ville natale de Mimico, près de Toronto avec ses frères Danny, Brian, and Shaun.

## Carrière
Shanahan est repêché au premier tour par les Devils du New Jersey, à la seconde place du repêchage d'entrée dans la LNH 1987. Les espoirs pour Shanahan en LNH sont grands après une brillante carrière avec les Knights de London en LHO. Pendant la saison 1987-1988, il obtient 26 points en 65 matchs à l'âge de 18 ans. Lors de la saison 1988-1989, il améliore ses statistiques avec 22 buts et 50 points. Les années suivantes, il marque 30 puis 29 buts. À l'âge de 22 ans, il est déjà un buteur établi dans la LNH.
Le 25 juillet 1991, il signe un contrat avec les Blues de Saint-Louis. Suivant les termes de la convention collective, il est agent libre avec restriction et, par conséquent, les Devils doivent recevoir une indemnisation. Généralement, cette compensation est faite sous forme de choix de repêchage, mais les Blues devaient déjà quatre choix en premier tour de repêchage aux Capitals de Washington en échange de la signature de Scott Stevens l'année précédente. Les Blues offrirent comme compensation Curtis Joseph, Rod Brind'Amour et deux futurs choix de repêchage. Cependant les Devils souhaitent Scott Stevens. En arbitrage, il est décidé que Scott Stevens sera la compensation, et Shanahan rejoint alors les Blues.
Alors que sa première saison avec les Blues fut comparable à celles jouées avec les Devils, il explose lors de la saison 1992-1993. En 71 matchs, il marque 51 buts, obtient 43 aides pour un total de 94 points. La saison suivante, il obtient 102 points, participe au Match des étoiles et est nommé dans la première équipe d'étoiles de la LNH à la fin de l'année. Durant la grève, il joue trois matchs pour les DEG Metro Stars de Düsseldorf dans la Deutsche Eishockey-Liga, le temps d'inscrire cinq buts et trois aides durant son cours passage en Allemagne. Quand le championnat de LNH reprend, il revient jouer pour les Blues et s'illustre encore, particulièrement en séries éliminatoires où il marque 9 points en seulement cinq matchs.
Le 27 juillet 1995, Shanahan est échangé aux Whalers de Hartford contre Chris Pronger. Pour sa seule saison complète avec Hartford, Brendan marque 44 buts. Grâce à ses performances, il joue un autre Match des étoiles cette année-là. Pourtant il est de nouveau échangé. Le 9 octobre 1996, après seulement deux matchs dans la saison, Shanahan et Brian Glynn furent échangés aux Red Wings de Détroit contre Keith Primeau, Paul Coffey et un choix de repêchage de premier tour.
Shanahan finit la saison avec sa production habituelle, marquant un total de 48 buts et est une nouvelle fois appelé pour le Match des étoiles. En séries éliminatoires, il participe, grâce à 9 buts et 8 aides, à la première victoire en Coupe Stanley des Red Wings depuis 1955. Ils gagnent la coupe une nouvelle fois l'année suivante, Shanahan marquant seulement 57 points cette année-là. Il n'inscrit que 58 points pendant la saison 1998-1999 jouant malgré tout un nouveau Match des étoiles. Les Red Wings sont battus en séries éliminatoires par leur rival de toujours, l'Avalanche du Colorado. Shanahan marque 41 buts l'année d'après, indiquant un retour en forme dans la nouvelle LNH plus défensive. Il est une nouvelle fois nommé dans la première équipe d'étoiles. Il obtient 76 points pendant la saison 2000-2001 où Détroit est éliminé au premier tour des séries éliminatoires, voyant les rivaux de Colorado gagner leur seconde coupe Stanley. 
La saison 2001-2002 est à marquer d'une pierre blanche pour Shanahan et les Red Wings. Après avoir signé Brett Hull et Dominik Hašek, l'équipe gagne sa 3e coupe Stanley. Shanahan continue à jouer un rôle important en marquant 37 buts pendant la saison régulière et 19 points dans la course finale à la coupe Stanley. Shanahan gagne aussi la médaille d'or à Salt Lake City avec le Canada et est nommé dans la seconde équipe d'étoiles de la LNH. Il intègre alors le Club Triple Or, groupe de joueurs ayant remporté la Coupe Stanley, une édition du championnat du monde et les Jeux olympiques. La saison suivant leur victoire, Shanahan ne marque que 30 buts et 68 points, faible total comparativement à ses saisons précédentes. Toutefois, il remporte le trophée King-Clancy à la fin de la saison pour son implication dans des œuvres humanitaires. La saison suivante, il inscrit 25 buts et points, son total le plus bas en 15 ans. Cependant, durant la saison 2005-2006, Shanahan montre un nouveau retour en forme, marquant 40 buts et 41 aides pour un total de 81 points, assez pour terminer pour la 3e fois avec le plus grand nombre de buts de l'équipe.
Pendant la période des transferts suivant la saison, il signe un contrat d'un an et de 4 millions de dollars avec les Rangers de New York . 
Shanahan a marqué 615 buts et 1 260 points en 19 années dans la LNH. Ces totaux, ajoutés à ses 7 Matchs des étoiles, ses 3 nominations dans les équipes d'étoiles, ses 3 coupes Stanley remportées, lui ont permis d'être admis au Temple de la renommée du hockey en 2013. En plus de son habileté à marquer, Shanahan a une présence physique impressionnante et a toujours été un des premiers attaquants puissants de la ligue pendant sa carrière. Il a aussi souvent effectué de solides matchs défensifs et travaillé fort pour son équipe. Malgré ses performances moins bonnes ces dernières années, il est toujours un joueur remarqué dans la LNH et une part importante des succès de ses équipes.
Le « Sommet Shanahan », une conférence de deux jours organisée par le joueur à Toronto durant le lockout de la saison 2004-2005, fit se rencontrer les joueurs, les entraîneurs et d'autres gens importants pour discuter des améliorations sur le rythme et la vitesse du jeu. Dix propositions furent présentées à la ligue et à l'association des joueurs.
Shanahan a été nommé capitaine de l'équipe de l'Association de l'Est lors du match des étoiles de la LNH qui a eu lieu le 23 janvier 2007 à Dallas.

## Vie personnelle
Brendan Shanahan s'est marié avec Catherine Janney le 4 juillet 1998. Ils ont trois enfants : les jumeaux Maggie et Jack ainsi que Catherine. Shanahan est devenu citoyen américain le 17 mai 2002.

## Préfet de discipline LNH
En juin 2011, le vice-président et directeur des opérations hockey de la Ligue nationale (LNH), Colin Campbell, choisit de se départir de sa fonction de préfet de discipline. Brendan Shanahan qui assumait jusqu'alors la fonction de vice-président du développement hockey et affaires de la LNH endosse cette nouvelle fonction.

## Statistiques

### Statistiques en club
| Saison     | Équipe               | Ligue      |       | Saison régulière | Saison régulière | Saison régulière | Saison régulière | Saison régulière |    | Séries éliminatoires | Séries éliminatoires | Séries éliminatoires | Séries éliminatoires | Séries éliminatoires |
| Saison     | Équipe               | Ligue      | PJ    | B                | A                | Pts              | Pun              | PJ               | B  | A                    | Pts                  | Pun                  |                      |                      |
| 1985-1986  | Knights de London    | LHO        | 59    | 28               | 34               | 62               | 70               | 5                | 5  | 5                    | 10                   | 5                    |                      |                      |
| 1986-1987  | Knights de London    | LHO        | 56    | 39               | 53               | 92               | 128              | -                | -  | -                    | -                    | -                    |                      |                      |
| 1987-1988  | Devils du New Jersey | LNH        | 65    | 7                | 19               | 26               | 131              | 12               | 2  | 1                    | 3                    | 44                   |                      |                      |
| 1988-1989  | Devils du New Jersey | LNH        | 68    | 22               | 28               | 50               | 115              | -                | -  | -                    | -                    | -                    |                      |                      |
| 1989-1990  | Devils du New Jersey | LNH        | 73    | 30               | 42               | 72               | 137              | 6                | 3  | 3                    | 6                    | 20                   |                      |                      |
| 1990-1991  | Devils du New Jersey | LNH        | 75    | 29               | 37               | 66               | 141              | 7                | 3  | 5                    | 8                    | 12                   |                      |                      |
| 1991-1992  | Blues de Saint-Louis | LNH        | 80    | 33               | 36               | 69               | 171              | 6                | 2  | 3                    | 5                    | 14                   |                      |                      |
| 1992-1993  | Blues de Saint-Louis | LNH        | 71    | 51               | 43               | 94               | 174              | 11               | 4  | 3                    | 7                    | 18                   |                      |                      |
| 1993-1994  | Blues de Saint-Louis | LNH        | 81    | 52               | 50               | 102              | 211              | 4                | 2  | 5                    | 7                    | 4                    |                      |                      |
| 1994-1995  | Duesseldorf EG       | DEL        | 3     | 5                | 3                | 8                | 4                | -                | -  | -                    | -                    | -                    |                      |                      |
| 1994-1995  | Blues de Saint-Louis | LNH        | 45    | 20               | 21               | 41               | 136              | 5                | 4  | 5                    | 9                    | 14                   |                      |                      |
| 1995-1996  | Whalers de Hartford  | LNH        | 74    | 44               | 34               | 78               | 125              | -                | -  | -                    | -                    | -                    |                      |                      |
| 1996-1997  | Whalers de Hartford  | LNH        | 2     | 1                | 0                | 1                | 0                | -                | -  | -                    | -                    | -                    |                      |                      |
| 1996-1997  | Red Wings de Détroit | LNH        | 79    | 46               | 41               | 87               | 131              | 20               | 9  | 8                    | 17                   | 43                   |                      |                      |
| 1997-1998  | Red Wings de Détroit | LNH        | 75    | 28               | 29               | 57               | 154              | 20               | 5  | 4                    | 9                    | 22                   |                      |                      |
| 1998-1999  | Red Wings de Détroit | LNH        | 81    | 31               | 27               | 58               | 123              | 10               | 3  | 7                    | 10                   | 6                    |                      |                      |
| 1999-2000  | Red Wings de Détroit | LNH        | 78    | 41               | 37               | 78               | 105              | 9                | 3  | 2                    | 5                    | 10                   |                      |                      |
| 2000-2001  | Red Wings de Détroit | LNH        | 81    | 31               | 45               | 76               | 81               | 2                | 2  | 2                    | 4                    | 0                    |                      |                      |
| 2001-2002  | Red Wings de Détroit | LNH        | 80    | 37               | 38               | 75               | 118              | 23               | 8  | 11                   | 19                   | 20                   |                      |                      |
| 2002-2003  | Red Wings de Détroit | LNH        | 78    | 30               | 38               | 68               | 103              | 4                | 1  | 1                    | 2                    | 4                    |                      |                      |
| 2003-2004  | Red Wings de Détroit | LNH        | 82    | 25               | 28               | 53               | 117              | 12               | 1  | 5                    | 6                    | 20                   |                      |                      |
| 2005-2006  | Red Wings de Détroit | LNH        | 82    | 40               | 41               | 81               | 105              | 6                | 1  | 1                    | 2                    | 6                    |                      |                      |
| 2006-2007  | Rangers de New York  | LNH        | 67    | 29               | 33               | 62               | 47               | 10               | 5  | 2                    | 7                    | 12                   |                      |                      |
| 2007-2008  | Rangers de New York  | LNH        | 73    | 23               | 23               | 46               | 35               | 10               | 1  | 4                    | 5                    | 8                    |                      |                      |
| 2008-2009  | Devils du New Jersey | LNH        | 34    | 6                | 8                | 14               | 29               | 7                | 1  | 2                    | 3                    | 2                    |                      |                      |
| Totaux LNH | Totaux LNH           | Totaux LNH | 1 524 | 656              | 698              | 1 354            | 2 489            | 184              | 60 | 74                   | 134                  | 279                  |                      |                      |

## Carrière internationale
- 1987 Championnat du monde junior de hockey sur glace (Disqualifié)
- 1991 Coupe Canada (médaille d'or)
- 1994 Championnat du monde de hockey sur glace (médaille d'or)
- 1996 Coupe du monde de hockey sur glace (médaille d'argent)
- 1998 Jeux olympiques d'hiver (4e place)
- 2002 Jeux olympiques d'hiver (médaille d'or)
- 2006 Championnat du monde de hockey sur glace (4e place)

## Trophées et honneurs personnels de la LNH
- 1994 et 2000 : nommé dans la 1re équipe d'étoiles
- 1994, 1996, 1997, 1998, 1999, 2000, 2002 & 2007 : participation au Match des étoiles de la Ligue nationale de hockey
- 2002 : nommé dans la 2e équipe d'étoiles
- 2003 : récipiendaire du trophée King-Clancy
- 2017 : nommé parmi les 100 plus grands joueurs de la LNH à l'occasion du centenaire de la ligue[3]